# Alex Tachie-Mensah
Alexander Tachie-Mensah (Acra, Ghana, 15 de febrero de 1977) es un exfutbolista ghanés, que se desempeñó como delantero y que militó en diversos clubes de Ghana y Suiza.

## Clubes
| Club               | País  | Año         |
| ------------------ | ----- | ----------- |
| Ebusua Dwarfs      | Ghana | 1999 - 2000 |
| Neuchâtel Xamax FC | Suiza | 2000 - 2002 |
| FC St. Gallen      | Suiza | 2002 - 2009 |

## Selección nacional
Ha sido internacional con la Selección de fútbol de Ghana; donde jugó 11 partidos internacionales y anotó solo 1 gol por dicho seleccionado. Incluso participó con su selección, en 1 Copa Mundial. La única Copa del Mundo en que Tachie-Mensah participó, fue en la edición de Alemania 2006, donde su selección quedó eliminado en los octavos de final, a manos de su similar de Brasil.